# Kanton Notre-Dame-de-Bondeville
Der Kanton Notre-Dame-de-Bondeville  ist seit 1982 ein französischer Wahlkreis im Arrondissement Rouen im Département Seine-Maritime in der Region Normandie; sein Hauptort ist Notre-Dame-de-Bondeville.

## Gemeinden
Der Kanton besteht aus 21 Gemeinden mit insgesamt 43.156 Einwohnern (Stand: 1. Januar 2022) auf einer Gesamtfläche von 203,22 km²:
| Gemeinde                        | Einwohner 1. Januar 2022 | Fläche km² | Dichte Einw./km² | Code INSEE | Postleitzahl |
| ------------------------------- | ------------------------ | ---------- | ---------------- | ---------- | ------------ |
| Carville-la-Folletière          | 419                      | 4,36       | 96               | 76160      | 76190        |
| Croix-Mare                      | 713                      | 8,64       | 83               | 76203      | 76190        |
| Écalles-Alix                    | 547                      | 7,10       | 77               | 76223      | 76190        |
| Émanville                       | 768                      | 6,43       | 119              | 76234      | 76570        |
| Eslettes                        | 1.630                    | 5,12       | 318              | 76245      | 76710        |
| Fresquiennes                    | 1.079                    | 13,45      | 80               | 76287      | 76570        |
| Goupillières                    | 434                      | 4,13       | 105              | 76311      | 76570        |
| Houppeville                     | 2.849                    | 20,80      | 137              | 76367      | 76770        |
| La Vaupalière                   | 1.214                    | 8,00       | 152              | 76728      | 76150        |
| Le Houlme                       | 4.127                    | 2,97       | 1.390            | 76366      | 76770        |
| Limésy                          | 1.521                    | 15,01      | 101              | 76385      | 76570        |
| Malaunay                        | 6.125                    | 9,25       | 662              | 76402      | 76770        |
| Mesnil-Panneville               | 764                      | 11,87      | 64               | 76433      | 76570        |
| Montigny                        | 1.281                    | 7,83       | 164              | 76446      | 76380        |
| Notre-Dame-de-Bondeville        | 7.004                    | 6,28       | 1.115            | 76474      | 76960        |
| Pavilly                         | 6.095                    | 14,19      | 430              | 76495      | 76570        |
| Pissy-Pôville                   | 1.279                    | 11,26      | 114              | 76503      | 76360        |
| Roumare                         | 1.561                    | 9,96       | 157              | 76541      | 76480        |
| Saint-Jean-du-Cardonnay         | 1.348                    | 7,52       | 179              | 76594      | 76150        |
| Saint Martin de l’If            | 1.734                    | 22,92      | 76               | 76289      | 76190        |
| Sainte-Austreberthe             | 664                      | 6,13       | 108              | 76566      | 76570        |
| Kanton Notre-Dame-de-Bondeville | 43.156                   | 203,22     | 212              | 7624       | –            |

Bis zur Neuordnung bestand der Kanton Notre-Dame-de-Bondeville aus den 9 Gemeinden Le Houlme, Houppeville, Malaunay, Montigny, Notre-Dame-de-Bondeville, Pissy-Pôville, Roumare, Saint-Jean-du-Cardonnay und La Vaupalière. Sein Zuschnitt entsprach einer Fläche von 83,87 km2.

## Veränderungen im Gemeindebestand seit der landesweiten Neuordnung der Kantone
2016: Fusion Betteville, Fréville, La Folletière und Mont-de-l’If  → Saint Martin de l’If

## Bevölkerungsentwicklung
| 1962   | 1968   | 1975   | 1982   | 1990   | 1999   | 2006   | 2011   |
| ------ | ------ | ------ | ------ | ------ | ------ | ------ | ------ |
| 15.724 | 18.269 | 20.788 | 22.767 | 25.372 | 26.273 | 25.800 | 25.646 |